# Kabupaten de Minahasa
 (octobre 2023).
Si vous disposez d'ouvrages ou d'articles de référence ou si vous connaissez des sites web de qualité traitant du thème abordé ici, merci de compléter l'article en donnant les références utiles à sa vérifiabilité et en les liant à la section « Notes et références ».
Le Kabupaten de Minahasa est un district de la province de Sulawesi du Nord sur l'île de Sulawesi en Indonésie. Administrativement il est composé des sous-districts (Kecamatan) suivant :
1. Eris
2. Kakas
3. Kakas Barat
4. Kawangkoan
5. Kawangkoan Barat
6. Kawangkoan Utara
7. Kombi
8. Langowan Barat
9. Langowan Selatan
10. Langowan Timur
11. Langowan Utara
12. Lembean Timur
13. Pineleng
14. Remboken
15. Sonder
16. Tombariri
17. Tombulu
18. Tompaso
19. Tondano Barat
20. Tondano Selatan
21. Tondano Timur
22. Tondano Utara

Son chef-lieu est Tondano. Il[Quoi ?] comprend 157 villages (desa] regroupés en 37 communes (kelurahan).

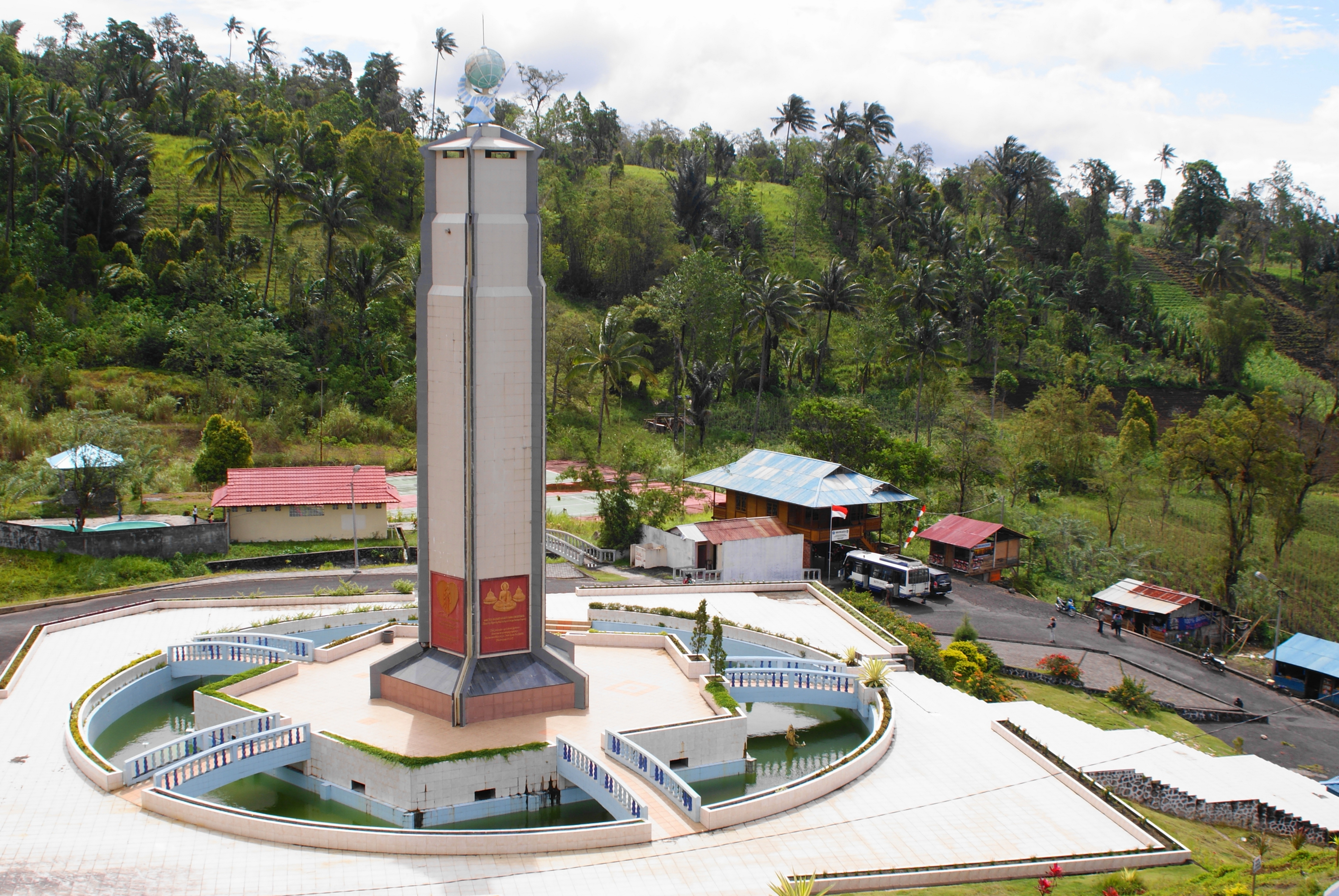
Bukit Kasih Denkmal à Kanonang, Kec. Kawang Koan